# Šťovík alpský

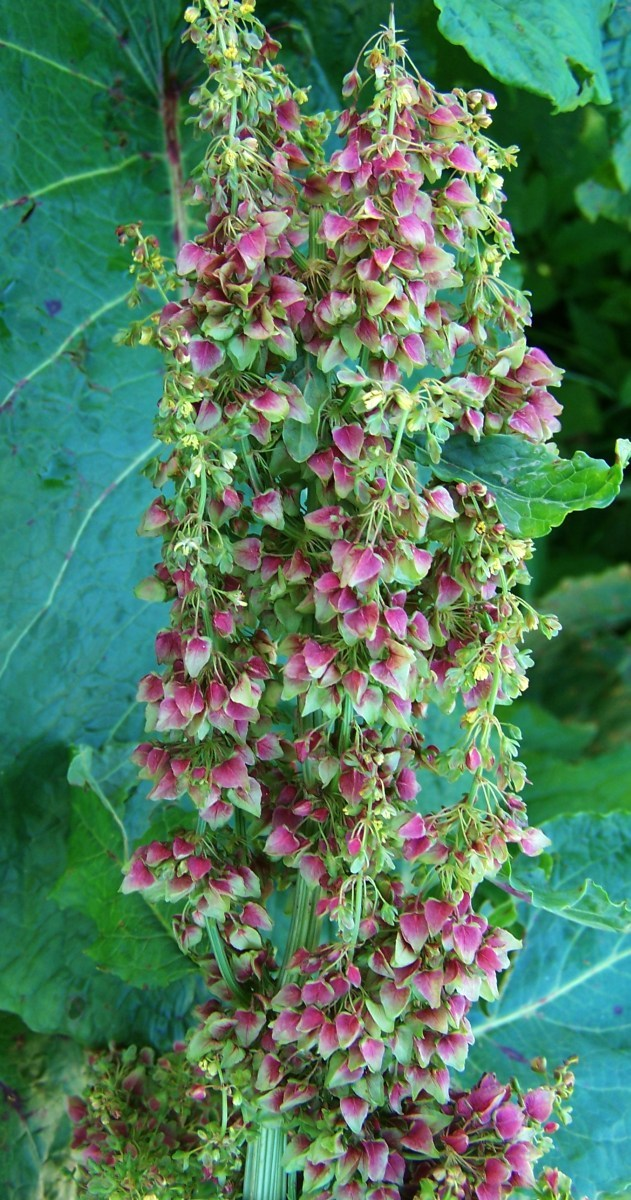
Květenství se zrajícími semeny
v krovkách

Šťovík alpský (Rumex alpinus) je statná, vytrvalá, nitrofilní rostlina, jeden z mnoha druhů rodu šťovík. Tato plevelná bylina, rostoucí hlavně ve vyšších polohách, je v České republice považována za invazní neofyt.

## Výskyt
Rostlina pocházející z horských oblastí rozkládajících se od Pyrenejí přes Alpy, Karpaty a balkánská pohoří až po Kavkaz. Zavlečena byla na Britské ostrovy a do Severní Ameriky, v České republice byla introdukována do Krkonoš, Orlických hor, Jeseníků a Beskyd. Do těchto českomoravských pohoří se dostala pravděpodobně z Alp jako užitková rostlina při těžbě dřeva koncem 16. a počátkem 17. století. Mezi českou flórou byla poprvé zjištěna v roce 1819.

## Ekologie
Šťovík alpský je konkurenčně silná rostlina, která se chová jako synantropní a ruderální. Roste ve vyšších nadmořských výškách na minerálně chudých, zamokřených místech s dostatkem dusíku. Vyskytuje se nejčastěji okolo lidských obydlí, zemědělských objektů, na nocležištích dobytka, kolem znečištěných odpadních vodotečí a podél cest.

## Popis
Vytrvalá rostlina se silnými, nevětvenými, podélně rýhovanými lodyhami, 50 až 120 cm dlouhými. Lodyhy vyrůstají z vytrvalého, plazivého, větveného, děleného, vícehlavého oddenku, který je oranžové barvy a roste asi 5 cm pod povrchem půdy, každý jeho segment odpovídá jedné vegetační sezoně. Přízemní listy mají, na až 70 cm řapících lysé, asi 50 cm dlouhé, okrouhlé srdčité čepele se široce vejčitou bázi, s mírně zvlněným okrajem a tupým vrcholem. Obdobný tvar mají i listy lodyžní.
Květenství vyrůstající na koncích lodyh je mohutná, bezlistá, hustě větvená lata, dlouhá asi jako poloviny lodyhy. Květy s nitkovými stopkami jsou v mnohočetných přeslenech, dolní květy jsou obvykle samičí, střední oboupohlavné a horní samčí. Samičí i samčí květy jsou zdánlivě oboupohlavné, mají však nefunkční prašníky nebo blizny. Květy jsou opylovány větrem; pro opylení cizím pylem dozrávají blizny o dva až tři dny dříve než prašníky. Tři vnější okvětní lístky opadají a ze třech vnitřních vzniknou srdčitě vejčité, špičaté, po okrajích celistvé nebo jen nepatrně zoubkované, asi 5 mm dlouhé a 4 mm široké krovky, vesměs bez mozolků. Obsahují 3 mm dlouhá semena, tmavě okrově zbarvené nažky. Plodní stopky jsou pod krovkami baňkovitě zduřelé. Rostliny začínají kvést v červnu a plodit v červenci, jedná statná rostlina vyprodukuje až 5000 semen, které z lodyh opadávají postupně.

## Rozmnožování
Druh se množí vegetativně a generativně. Do blízkého okolí se rostlina rozšiřuje hlavně klonálním rozrůstáním oddenků, na větší vzdálenosti roznášením jejich úlomků z rostlin rostoucích podél potoků nebo v místech pohybu lavin.
Zralá semena se dlouho udrží na lodyhách a mnohdy vypadávají až na zmrzlou sněhovou pokrývku, pak jsou dobře roznášena větrem nebo při tání sněhu vodou, díky krovkám dobře plavou. Rostliny se mohou za pomoci semen rozšiřovat na nová místa jen díky jejich velikému množství, semena totiž v uzavřeném porostu málokdy vyklíčí a mladé semenáčky také nejsou příliš zdatné. Mnoho semen vypadá přímo do nejbližšího okolí rostliny, kde jsou zastíněna a neklíčí.

## Význam
Šťovík alpský vytváří na loukách a pastvinách husté zapojené porosty, které lze jen obtížně likvidovat. Na některých místech má jeho výskyt silně expanzní charakter, kdy zcela zastiňuje a potlačuje původní rostlinstvo. Likvidace vzrostlých a dobře zakořeněných rostlin není jednorázovou akcí, po pokosení rychle z oddenků znovu obráží a po zdánlivě úspěšné likvidaci herbicidy vyrostou na původním místě do dvou let z vypadaných semen nové rostliny.